# Мария II Дзаккария
Мария II Дзаккариа (итал. Maria II Zaccaria, ум. после 1404) — княгиня Ахейская в 1402—1404 годах, титулярная королева Фессалоник.
Дочь Чентурионе I Дзаккариа, синьора Велигости и Халандрицы. После смерти мужа, Педро Бордо, в 1402 году как регент их сына стала править Ахейским княжеством. Вице-регентом назначила своего племянника Чентурионе II Дзаккариа.
Тот в 1404 году приехал к сюзерену княжества - неаполитанскому королю Владиславу, и предложил назначить князем Ахайи себя. Получил согласие после того, как уплатил 3 тысячи золотых дукатов, которые покойный муж Марии был должен королю с 1396 года. Вернувшись в Ахайю, Чентурионе II установил в княжестве свою власть.
Дальнейшая судьба Марии II Дзаккариа и её детей не известна.